# Свободно конвертируемая валюта
Свобо́дно конверти́руемая (обрати́мая) валю́та (СКВ) — валюта, для которой нет ограничений по совершению валютных операций. Причём как по текущим платежам, так и по операциям, связанным с движением капитала, также власти не вводят отдельных ограничений для резидентов и нерезидентов страны.

## Полная конвертируемость
Имеется в виду конвертируемость валюты в полном объёме в рамках рекомендаций статьи VIII Устава МВФ. Уже к 1 мая 1996 года 44 страны использовали стандарт полной конвертируемости. Впрочем, и в этих рамках в разных странах остаются некоторые различия, связанные со степенью и масштабом регулирования оборота капитала. Наиболее надёжные из них могут использоваться как резервная валюта.

## Клиринговые валюты CLS
Более узкое значение термина «свободно конвертируемая валюта» (по текущим расчётам) с 2002 г. имеет в виду расчётные валюты в международной платёжной системе CLS. Включение валюты в эту систему позволяет производить международные расчёты, минуя перерасчёт в другие валюты. Сначала таких валют было семь, с ноября 2015 года их стало восемнадцать:
1. Доллар США
2. Евро
3. Фунт стерлингов
4. Иена
5. Швейцарский франк
6. Канадский доллар
7. Австралийский доллар
8. Шведская крона (с сентября 2003)
9. Датская крона (так же)[источник не указан 351 день]
10. Норвежская крона (=)[источник не указан 351 день]
11. Сингапурский доллар (=)
12. Гонконгский доллар (с декабря 2004)
13. Южнокорейская вона (так же)
14. Новозеландский доллар (=)
15. Рэнд (=)
16. Мексиканское песо (с мая 2008)
17. Новый шекель (так же) [2]
18. Форинт (с ноября 2015) [3]